# آسیاب کاخک
آسیاب کاخک مربوط به دوران‌های تاریخی پس از اسلام است و در کاخک، جنوب غربی شهر واقع شده و این اثر در تاریخ ۷ مهر ۱۳۸۱ با شمارهٔ ثبت ۶۴۳۲ به‌عنوان یکی از آثار ملی ایران به ثبت رسیده است.